# I Found a Way
«I Found a Way» es una canción del actor y cantautor estadounidense Drake Bell. Fue escrita por Drake Bell y Backhouse Mike en 2003. La canción fue usada como el tema principal de la serie de Nickelodeon, Drake & Josh. También es parte del álbum debut de Bell, Telegraph. La canción apareció por primera vez en el soundtrack de la serie: Drake & Josh: Songs from and inspired by the hit TV show. El video musical tuvo su premier en Nickelodeon en 2004, y está disponible en el DVD de Drake & Josh van a Hollywood: Tres socios.

## Canciones
Promo sencillo en CD
1. «I Found a Way»